# آزمایش حساسیت به آنتی‌بیوتیک

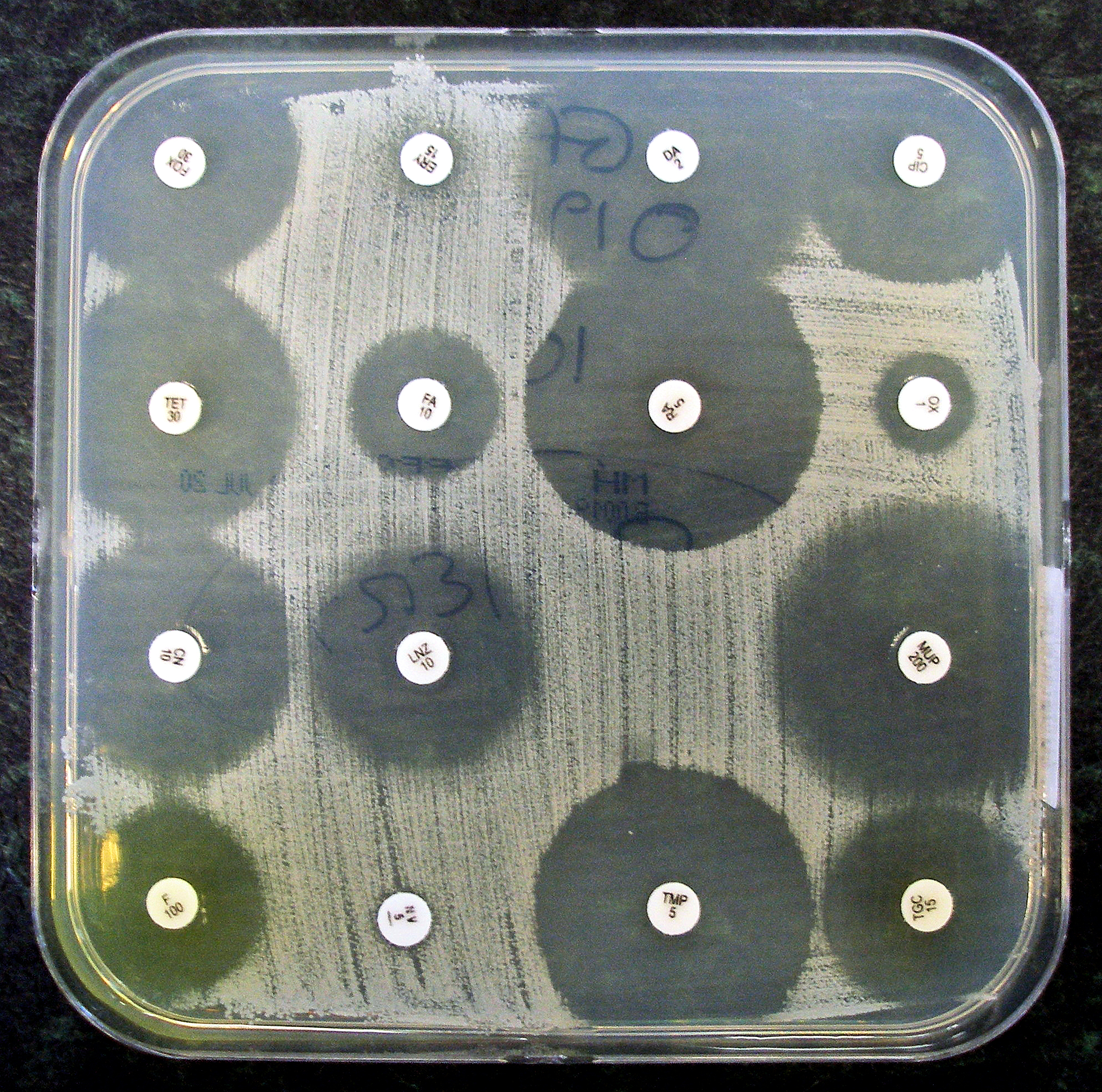
نمونه ای از آزمایش حساسیت به آنتی‌بیوتیک. دیسک‌های کاغذی نازک حاوی آنتی‌بیوتیک روی یک صفحه آگار که محل رشد باکتری‌هاست قرار داده شده‌است. باکتری‌ها قادر به رشد در اطراف آنتی‌بیوتیک‌هایی نیستند که به آن حساس هستند. هال‌های فاقد باکتری، منطقهٔ مهار نامیده می‌شوند.

آزمایش حساسیت به آنتی‌بیوتیک، آزمونی جهت سنجش میزان حساسیت باکتری‌ها به آنتی‌بیوتیک‌ها است، چرا که ممکن است باکتری‌ها در برابر برخی آنتی‌بیوتیک‌ها مقاوم باشند.